# Alice Lyttkens
Anna Alice Maria Lyttkens, född Cronquist den 17 december 1897 i S:t Petri församling i Malmö, död 25 september 1991 i Hedvig Eleonora församling i Stockholm, var en svensk författare. Lyttkens var en av 1900-talets mest uppskattade svenska författare, och hon var länge den mest utlånade författaren på svenska bibliotek.

## Biografi
Alice Lyttkens var dotter till läkaren Johan Cronquist och hans hustru Antonia Sofia Erika, född Lanng (född 1863). Hon var från 1918 gift med advokat Yngve Lyttkens, död 1974, med vilken hon fick tre barn, bland dem dottern Ulrika, som var gift med justitieminister Herman Zetterberg. Under sommarhalvåret bodde hon på sin gård Gollgyllegård på Ven.
Alice Lyttkens är begravd på Norra begravningsplatsen i Stockholm.

## Författarskap
Lyttkens debuterade som författare 1932 med romanen Synkoper. Hennes första romaner behandlade den moderna kvinnans situation, men hon är mest berömd för sina historiska romaner.
Alice Lyttkens skrev också en populärvetenskaplig serie om kvinnans historia. Under sin karriär skrev hon totalt 54 böcker. Lyttkens var en av pionjärerna som feministisk författare. Under hela sitt författarskap gick hon till storms mot samhälleliga orättvisor, utan att göra avkall på den litterära kvaliteten.